# Édouard Brasey

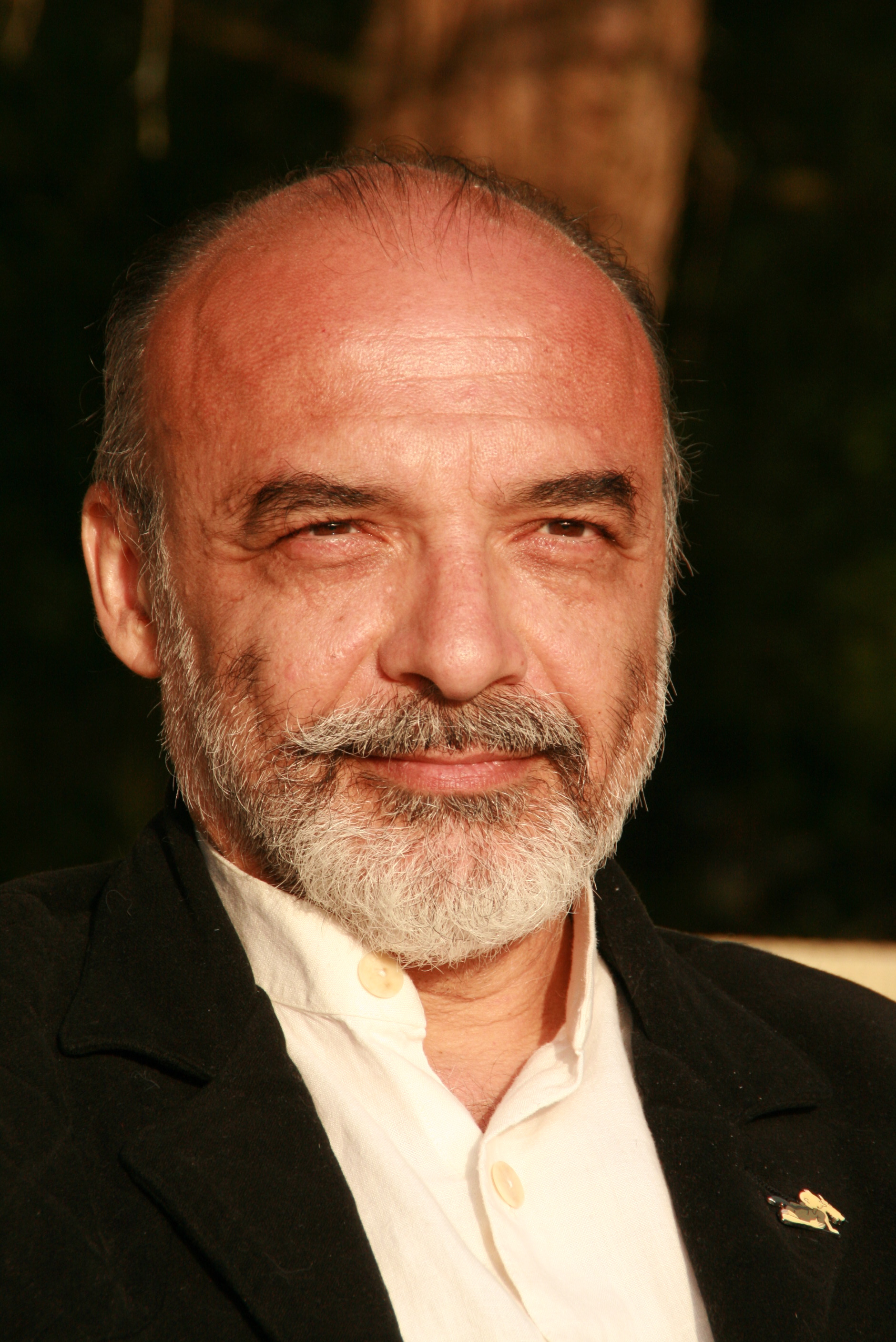
Retracto de Edouard Brasey

Édouard Brasey (Marsella, 25 de marzo de 1954) es un novelista, ensayista, guionista, contador de cuentos y elficólogo francés. Después de una decena de años dedicado al periodismo de investigación especialmente en Lire y L'Expansion, se dedicó a la escritura y comenzó a escribir ensayos. Autor de más de setenta obras, se especializó en temas de esoterismo, los cuentos, las leyendas y la fantasía, obteniendo un premio Imaginales en 2006 por  La Petite Encyclopédie du merveilleux y un premio Merlin en 2009 con  La Malédiction de l'anneau.
Desde entonces ha desarrollado su carrera principalmente como novelista , su thriller esotérico publicado en 2013, El último Papa, anticipa la renuncia de Benedicto XVI.

## Biografía
Edouard Brasey nació el 25 de marzo de 1954 en Marsella.  Se interesó por el tema de la fantasía y las leyendas desde la infancia.

## Formación y carrera como periodista
Se graduó e en la Escuela Superior de Ciencias económicas y Comerciales, ganó un Máster en Derecho privado en Lyon II-Lumière, un Diploma del Instituto de Estudios Políticos de Lyon y un Máster en Estudios de Cine y guionista (París I-La Sorbona), con los directores Éric Rohmer y Jean Rouch como profesores. También se estrenó en el teatro, en la narración de la historia y en comedia del arte. Ha trabajado como periodista para Lire, L'Expansion, Challenges, Livres Hebdo, Le Monde de la Musique, Le Figaro Madame y L'Usine Nouvelle. Escribe con regularidad para la revista Historia, corrige revisiones de novelas históricas y policiacas  y colabora en artículos relacionados con la brujería, el diablo, leyendas medievales, supersticiones, piratas o cuentos de hadas. Colabora en publicaciones de Historia dedicadas los trabajos del ilustrador Hergé, Tintin y les Forces Obscures y Tintin y la Mer.

## Carrera de escritor
Se convirtió en escritor a los 33 años , es autor de más de setenta obras desde 1987 , comprendiendo documentos de investigación , ensayos, crónicas, biografías, novelas, monográficos, colecciones de cuentos y libros ilustrados.  Está influenciado por autores como Stendhal, Jean Giono, Anatole France, Henri Pourrat, Jean Raspail y Nikos Kazantzakis. Sus temas abordan el mundo invisible, la espiritualidad, la religión y las creencias paganas (especialmente celtas) los cuentos, las leyendas y la fantasía.

## Le Dernier pape y la prophétie de Pierre
Édouard Brasey escribió Le Dernier pape et la prophétie de Pierre (El último Papa y la profecía de Pedro) publicada en enero de 2013 y ya publicada anteriormente en 2012 en formato digital bajo el título La Prophétie de Pierre. Es una novela de aventuras semiesotéricas. Según los periodistas de Figaro "Esta novela presenta las extrañas coincidencias con la actualidad del Vaticano". El autor se inspiró en la profecía de Malaquías y la profecía del Tercer secreto de Fátima.
Israel Hayom añade que "El Papa en la obra se encuentra envuelto en el seno de numerosos escándalos" y Corine Pirozzi, para Le Huffington Post, dice que « Édouard Brasey nos adentra a una aventura perfectamente cautivadora, fascinante en cuanto a los aspectos ocultos que dan origen a un thriller esotérico de alto nivel" . Le Point afirma que el autor "ha demostrado toda su generosidad", y France Info expresa que la obra está "documentada y es palpitante". Franck Ferrand elogia las escenas de acción y las numerosas referencias, los "decorados del Renacimiento de San Pedro y el Vaticano" que alternan con "la ultramodernidad" añadiendo que el conjunto es de tendencia "conspiracionista", pero que " es lo propio de todas las grandes novelas". Nos encontramos ante una te0ría del complot en toda regla. . Édouard Brasey publicó en julio de 2014 una reedición de su novela en formato digital para añadir los últimos datos de la actualidad concerniente al Vaticano, principalmente la elección del Papa Francisco.

## Literatura fantástica
En 1995 se especializó en al área de la imaginería, lo fantástico, lo mágico. Dirigió entre 2005 y 2012 una colección de cuentos, colecciones de fantasía, ficción francesa, tratados esotéricos, ensayos y libros ilustrados con la editorial Le pré aux clercs. Escribió numerosas obras en este campo , principalmente los tres tomos de L'Encyclopédie du Merveilleux: Des peuples de la lumière, Du bestiaire fantastique et Des peuples de l'ombre en las ediciones Le Pré aux Clercs, con ilustraciones de Sandrine Gestin y un prefacio de Jean-Louis Fetjaine. Esta obra fue una doble recompensa en los premios Imaginales D'Epinal 2006: Por un lado el premio Imaginales y por otro el premio Claude Seignolle de la Imaginería. Estas obras accesibles para todo el mundo han mejorado lo que se conoce del mundo mágico en Francia. Son editadas en un solo tomo bajo el título de  La Petite Encyclopédie du merveilleux en  2007 y La Grande Encyclopédie du merveilleux en 2012.

## Cuentacuentos, guionista audiovisual y artes escénicas
Edouard Brasey además ofrece espectáculos y conferencias dedicados al mundo de la fantasía y el mundo féerico, la magia, en compañía de su mujer Stephanie Brasey especialmente La Memoria de Merlin, El Bosque encantado, La Noche de los Vampiros, Brujas, La Noche de las maravillas (cuentos de Noël), El Bestiario Fantástico, Las Siete Puertas, las Mil y una noches y La hora del té. El escritor Jean Raspail le elevó a la función "imaginaria e innecesaria", de Vicecónsul del Reino de la Patagonia en el pueblo de Mouffetard, Paris.